# 四国ケーブル
四国ケーブル株式会社（しこくケーブル）は、香川県と徳島県でケーブルカーとロープウェイを運営している会社である。

## 歴史
- 1964年（昭和39年）
  - 6月26日 八栗ケーブルとして設立。
  - 12月28日 八栗ケーブルが開業。
- 1970年（昭和45年）11月14日 八栗箸蔵ケーブルに社名変更。
- 1971年（昭和46年）4月1日 箸蔵山ロープウェイが開業。
- 1987年（昭和62年）
  - 3月28日 雲辺寺（うんぺんじ）ロープウェイが開業[3]。
  - 8月1日 四国ケーブルに社名変更[3]。
- 1992年（平成4年）7月21日 太龍寺ロープウェイが開業[4]。
- 1999年（平成11年）4月1日 箸蔵山ロープウェイを分社。

## 路線
- 八栗ケーブル
- 雲辺寺ロープウェイ
- 太龍寺ロープウェイ